# شهرستان جو
شهرستان جو (به لاتین: Ju County) یک منطقهٔ مسکونی در چین است که در ریژائو واقع شده‌است.